# Thammaca nigritarsis
Thammaca nigritarsis är en spindelart som beskrevs av Simon 1902. Thammaca nigritarsis ingår i släktet Thammaca och familjen hoppspindlar. Inga underarter finns listade i Catalogue of Life.